# Draga pri Sinjem Vrhu
Draga pri Sinjem Vrhu este o localitate din comuna Črnomelj, Slovenia, cu o populație de 12 locuitori.